# Jaeger-LeCoultre
Jaeger-LeCoultre – (wym. [ʒeʒɛʁ ləkultʁ]) szwajcarska manufaktura ekskluzywnych zegarków mechanicznych.

## Historia
Obecna nazwa firmy i jej produktów pochodzi z roku 1925, kiedy to mistrz zegarmistrzostwa Edmont Jaeger i jego wspólnik Antoine LeCoultre postanowili wspólnie założyć firmę produkującą zegarki kieszonkowe i naręczne. Ich połączone nazwiska stały się nazwą manufaktury. Już w roku 1931 uzyskują uznanie w branży po zaprezentowaniu rewolucyjnego modelu Reverso. Zaprojektowany dla sportowców model umożliwia obrócenie całego korpusu zegarka i ochronę szkiełka przed stłuczeniem. Po sukcesie tego modelu przychodzi czas na kolejne zegarki dla mężczyzn wyposażone w liczne komplikacje, jak i czasomierze dla kobiet. Te ostatnie słyną z niewielkich rozmiarów mechanizmów. Do dziś kaliber 101 jest najmniejszym werkiem na świecie.

## Popularne modele
Reverso, Duoplan, Futurematic, Memovox